# Villaseco de los Gamitos
Villaseco de los Gamitos ist eine kleine westspanische Gemeinde (municipio) in der Provinz Salamanca in der Autonomen Gemeinschaft Kastilien-León. 137 Einwohnern (Stand: 2024).

## Geographie
Villaseco de los Gamitos befindet sich etwa 45 Kilometer westnordwestlich vom Stadtzentrum der Provinzhauptstadt Salamanca in einer Höhe von 835 m.

## Bevölkerungsentwicklung
| Jahr      | 1900 | 1920 | 1950 | 1970 | 1981 | 1991 | 2001 | 2011 | 2021 |
| Einwohner | 567  | 566  | 546  | 457  | 357  | 243  | 212  | 170  | 134  |

## Sehenswürdigkeiten
- Dolmen von Muélledes
- Vinzenzkirche (Iglesia de San Vicente)

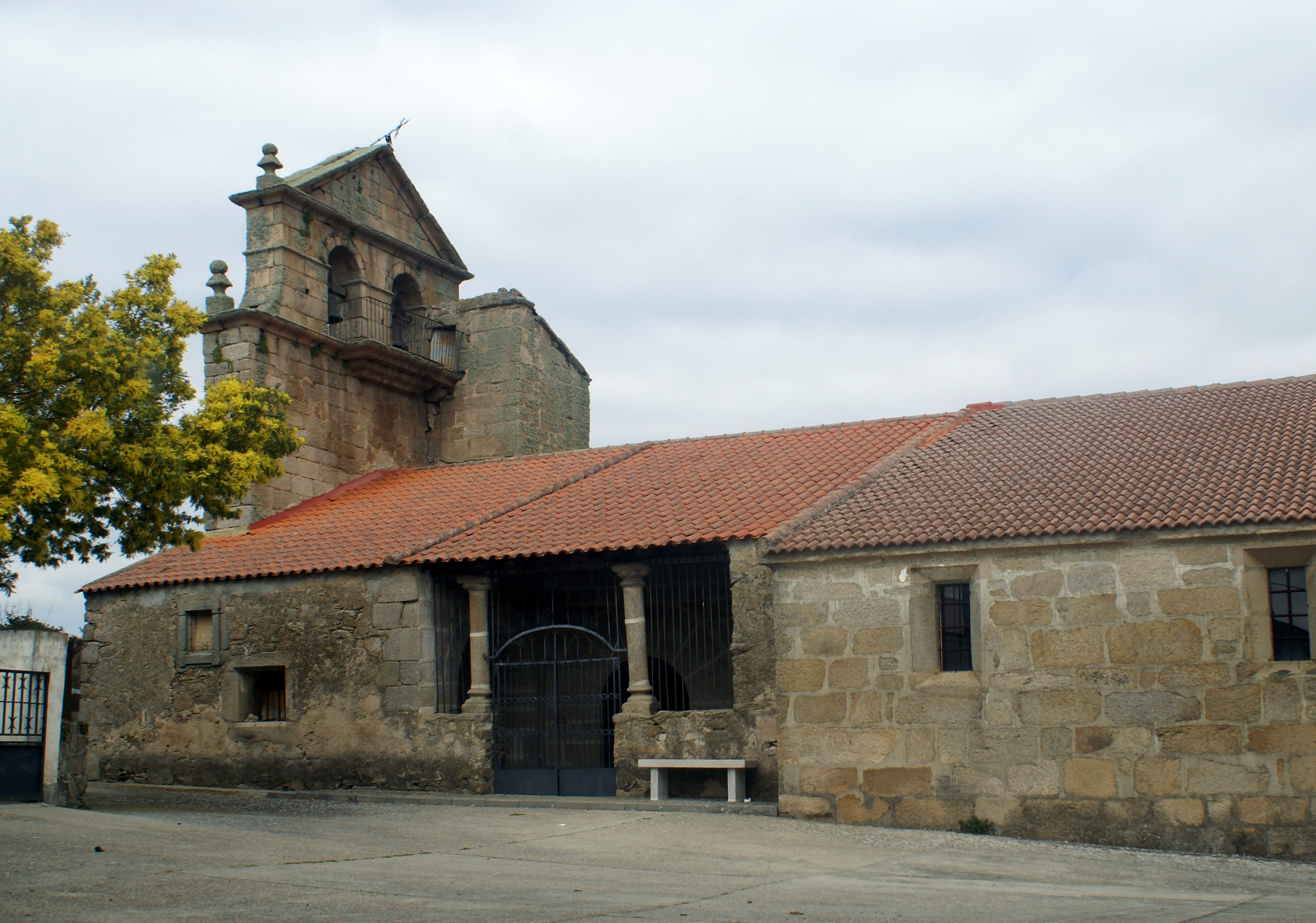
Vinzenzkirche
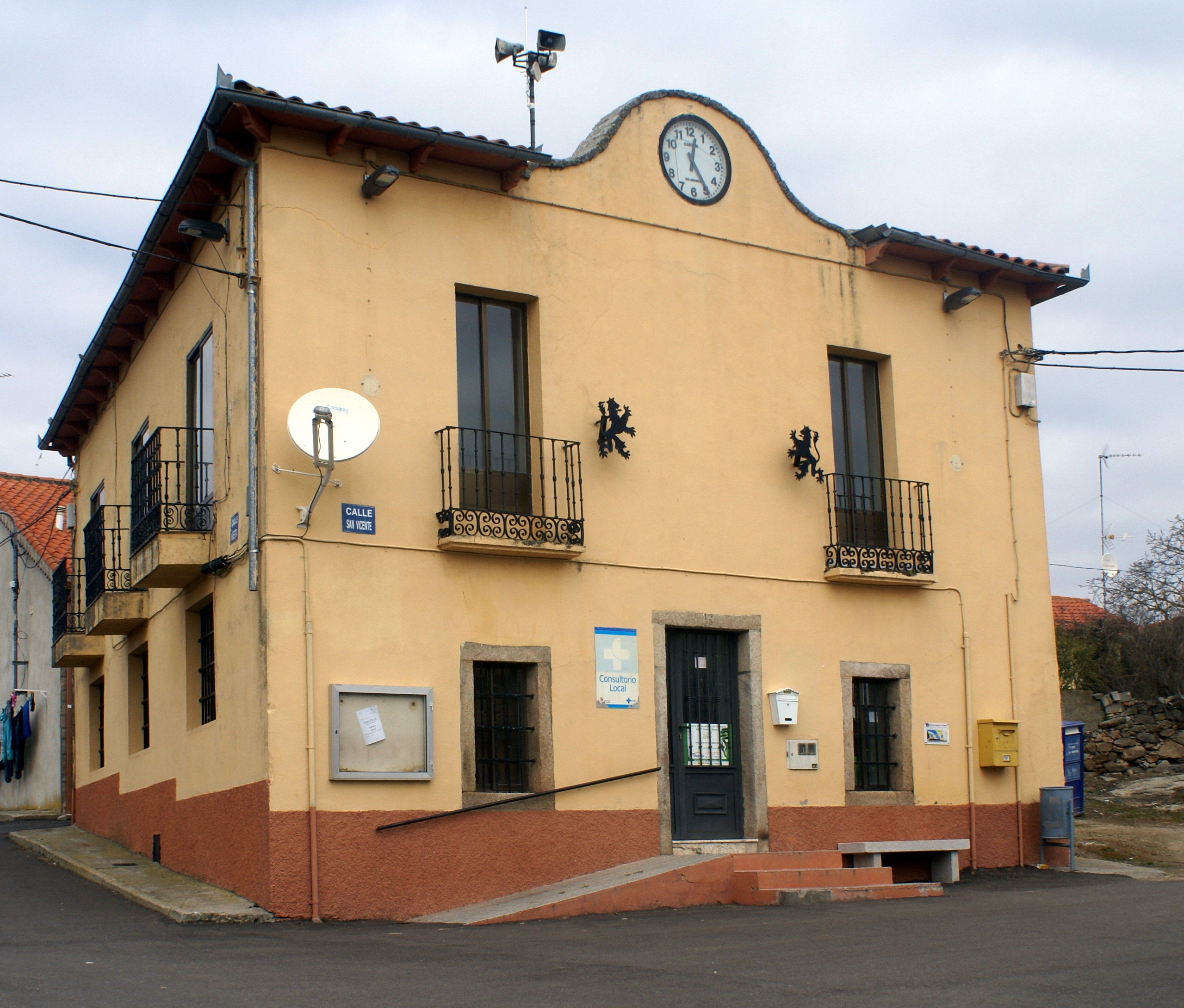
Rathaus